# 来福车
来福车（英語：Lyft）是一家交通网络公司，總部位於美國加利福尼亞州舊金山，以開發流動應用程式連結乘客和司機，提供載客車輛租賃及媒合共乘的分享型經濟服務。乘客可以通過傳送簡訊或是使用流動應用程式來預約車輛，利用流動應用程式時還可以追蹤車輛位置。
Lyft 拥有 30% 的市场份额，是美国仅次于优步的第二大的叫車公司。

## 历史
來福車於2012年6月啟動，目前大約在300個美國城市中營運，包括紐約、舊金山及洛杉磯，每月提供1870萬次載客。2018年6月，該公司市值為151億美元，募資總計51億美元。2017年營運地點拓展到了加拿大，並成為當地Uber的競爭對手。
2019年2月，消息傳出Lyft希望在3月中旬IPO，並以20至25億美元的金額上市上櫃。
2019年3月28日，來福車以每股72美元出售3077萬股，加上承銷商可執行超額配售權的461.55股股票，該公司最大融資約為25.48億美元，上市時的估值將達到243億美元，股票代碼為“LYFT”，將於美國時間3月29日登陸納斯達克。樂天歐洲持有Lfyt的31395679股股票，持股比例為13.05%；通用汽車控股持股18664446股，持股比例7.76%；富達附屬實體持股18544716股，持股比例為7.71%；安德森-霍洛維茨附屬實體持股15040924股，持股比例為6.25%；Google母公司Alphabet附屬實體持股12828964股，持股比例為5.33%。
2021年4月26日，繼Uber在2020年底出售自動駕駛部門給Aurora後，Lyft也將自動駕駛部門以5.5億美元出售給Toyota。Lyft 表示，業務將專注在提供消費者介面、管理、維護與清潔合作夥伴的自動駕駛車隊等服務，以增加營收。

## 事件
2019-nCOV所引起的歧視浪潮中，部分司機拒載華裔甚至亞裔人群。